# Primeira missa nas Filipinas

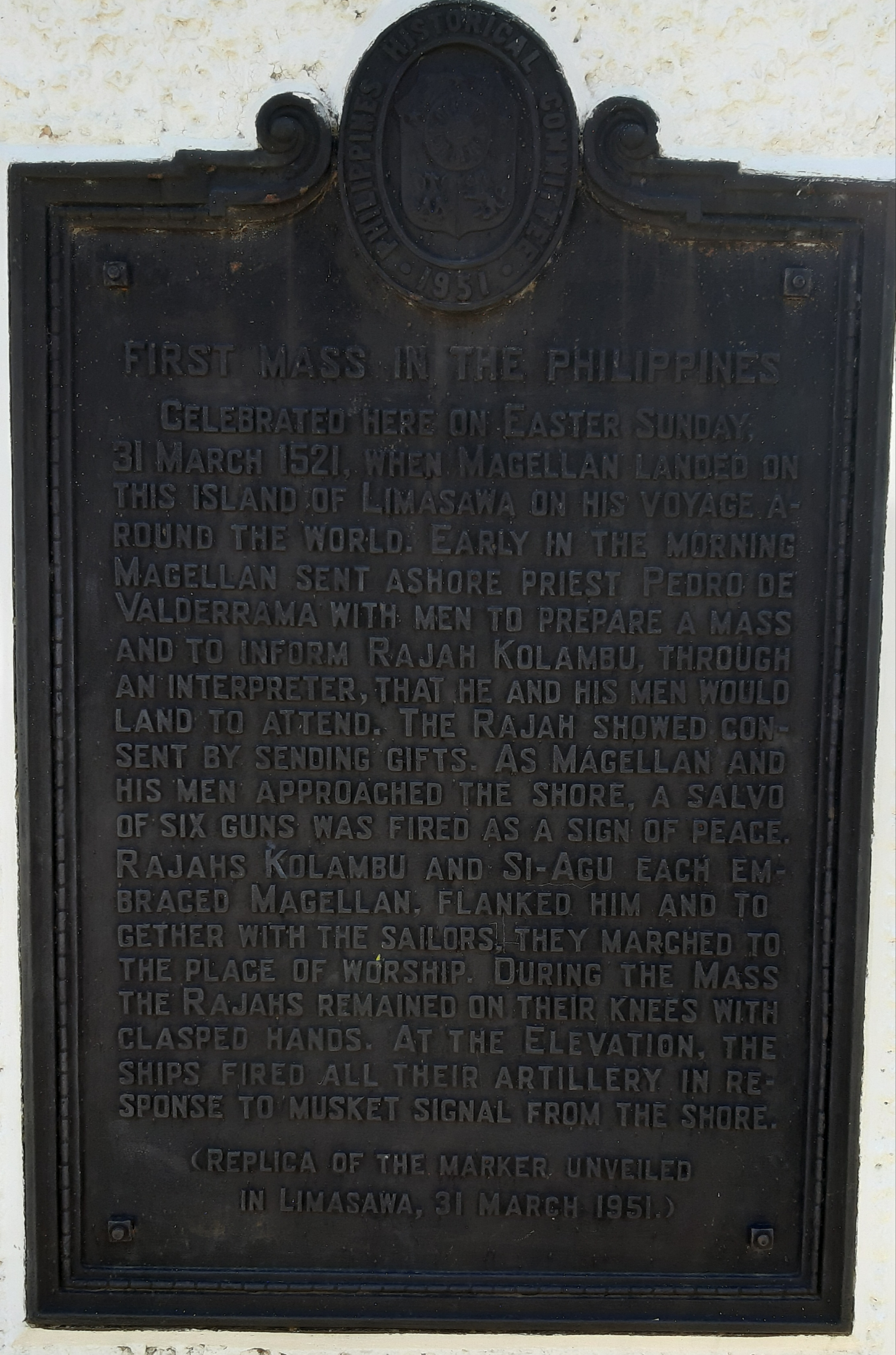
Réplica da placa comemorativa, descrevendo a primeira missa nas Filipinas.

A primeira missa católica documentada nas Filipinas foi realizada em 31 de março de 1521, no domingo de Páscoa. Foi conduzida pelo padre Pedro de Valderrama da expedição de Fernão de Magalhães ao longo das margens do que foi referido nos diários de Antonio Pigafetta como "Mazaua".
Hoje, muitos historiadores acreditam que este local seja Limasawa, na ponta de Leyte do Sul, uma das ilhas do arquipélago das Filipinas. No entanto, até pelo menos o século XIX, prevaleceu a crença de que a primeira missa foi celebrada em Butuan. Esta crença é mantida por alguns, que afirmam que a primeira missa foi celebrada em Masau, Butuan.
Para encerrar o conflito pela questão da primeira missa, o painel da Comissão Histórica Nacional das Filipinas (NHCP) adaptou a recomendação e concordou unanimemente que as evidências e argumentos apresentados pelos defensores pró-Butuan não são suficientes e convincentes o suficiente para justificar a revogação ou reversão da decisão do caso pelo Instituto Histórico Nacional (precursor do NHCP). É ainda reforçado pela evidência de que foi somente depois de 22 anos, em 1543, quando uma expedição espanhola liderada por Ruy López de Villalobos desembarcou em Mindanau.

## Desembarque na costa filipina
2 anos após Fernão de Magalhães e sua tripulação europeia partirem de Sanlúcar de Barrameda para uma expedição em busca de especiarias, os exploradores desembarcaram nas Filipinas. Em 28 de março de 1521, quando estavam no mar, eles viram uma fogueira que acabou sendo Mazaua (que se acredita ser a atual Limasawa), onde ancoraram.

### Registro de Francisco Alvo
Em 16 de março de 1521, enquanto navegavam em um curso para oeste das Ilhas Marianas, os exploradores avistaram uma faixa terra a noroeste, mas não desembarcaram lá devido ao excesso de lugares rasos. Nesse mesmo dia, eles navegaram para o oeste e viram três ilhotas onde ancoraram para passar a noite. Pela manhã, eles navegaram para o sudoeste. Lá, eles entraram em um canal entre duas ilhas, uma das quais se chamava Sugbu (agora chamada Cebu) e a outra era Matan (agora chamada Mactán), eancoraram na cidade de Sugbu, onde permaneceram por muitos dias.

### Diário de Antonio Pigafetta
Antonio Pigafetta foi um famoso viajante italiano que estudou navegação. Ele se juntou ao capitão Fernão de Magalhães e sua tripulação espanhola em sua viagem à Ilhas Molucas. Pigafetta tem o relato mais completo da expedição de Magalhães, intitulado Primo viaggio intorno al mondo (Primeira viagem ao redor do mundo). Ele foi um dos dezoito sobreviventes que retornaram à Espanha a bordo do Victoria e, portanto, considerado uma testemunha ocular dos eventos significativos ocorridos na primeira missa da qual Magalhães a chama de Ilhas de São Lázaro, que mais tarde é chamada de Filipinas. Pigafetta narrou em seu relato os acontecimentos ocorridos desde 16 de março de 1521, quando avistaram pela primeira vez as Ilhas do arquipélago Filipino, até 7 de abril de 1521, quando a expedição desembarcou em Cebu.

### Primeira missa
Em 31 de março de 1521, domingo de Páscoa, Magalhães ordenou a celebração de uma missa que foi oficiada pelo padre Pedro Valderrama, capelão andaluz da frota, o único padre na época. Realizada perto da costa da ilha, a Primeira Santa Missa marcou o nascimento do catolicismo romano nas Filipinas. Colambu e Siaiu foram os primeiros nativos batizados do arquipélago, que ainda não tinha o nome de "Filipinas" até a expedição de Ruy Lopez de Villalobos em 1543, para assistir à missa entre outros habitantes nativos.